# I. liga 1967-1968
L'edizione 1967/68 del campionato cecoslovacco di calcio vide la vittoria finale dello Spartak TAZ Trnava, che conquista il suo primo titolo.
Capocannoniere del torneo fu Jozef Adamec dello Spartak Trnava con 18 reti.

## Classifica finale
|    | Classifica                        | G  | V  | N  | P  | GF | GS | DR  | Pti |
| -- | --------------------------------- | -- | -- | -- | -- | -- | -- | --- | --- |
| 1  | Spartak TAZ Trnava                | 26 | 15 | 5  | 6  | 57 | 26 | +31 | 35  |
| 2  | Slovan CHZJD Bratislava           | 26 | 13 | 4  | 9  | 36 | 20 | +16 | 30  |
| 3  | Jednota Trenčín                   | 26 | 12 | 6  | 8  | 37 | 29 | +8  | 30  |
| 4  | Dukla Praga                       | 26 | 14 | 2  | 10 | 44 | 40 | +4  | 30  |
| 5  | VSS Košice                        | 26 | 12 | 5  | 9  | 43 | 33 | +10 | 29  |
| 6  | Internacionál Slovnaft Bratislava | 26 | 11 | 6  | 9  | 49 | 38 | +11 | 28  |
| 7  | Sparta ČKD Praga                  | 26 | 12 | 4  | 10 | 38 | 33 | +5  | 28  |
| 8  | Slavia Praga                      | 26 | 11 | 6  | 9  | 39 | 38 | +1  | 28  |
| 9  | Sklo Union Teplice                | 26 | 10 | 5  | 11 | 25 | 32 | -7  | 25  |
| 10 | Lokomotíva Košice                 | 26 | 7  | 11 | 8  | 22 | 31 | -9  | 25  |
| 11 | Baník Ostrava                     | 26 | 7  | 8  | 11 | 27 | 31 | -4  | 22  |
| 12 | ZVL Žilina                        | 26 | 8  | 6  | 12 | 32 | 47 | -15 | 22  |
| 13 | Škoda Plzeň                       | 26 | 4  | 10 | 12 | 26 | 46 | -20 | 18  |
| 14 | Bohemians ČKD Praga               | 26 | 3  | 8  | 15 | 23 | 54 | -31 | 14  |

## Verdetti
- Spartak Trnava campione di Cecoslovacchia 1967/68.
- Spartak Trnava ammessa alla Coppa dei Campioni 1968-1969.
- Škoda Plzeň e Bohemians ČKD Praga retrocesse.